# Dixella alexanderi
Dixella alexanderi is een muggensoort uit de familie van de meniscusmuggen (Dixidae). De wetenschappelijke naam van de soort is voor het eerst geldig gepubliceerd in 1970 door Peters.